# Britha bilineata
Britha bilineata är en fjärilsart som beskrevs av Alfred Ernest Wileman 1915. Britha bilineata ingår i släktet Britha och familjen nattflyn. Inga underarter finns listade i Catalogue of Life.